# Alfoz de Santa Gadea
Alfoz de Santa Gadea és un municipi de la província de Burgos a la comunitat autònoma de Castella i Lleó. Forma part de la comarca de Las Merindades. Inclou els nuclis d'Higón, Quintanilla de Santa Gadea i Santa Gadea.

## Demografia
| 1991 | 1996 | 2001 | 2004 | 2007 |
| ---- | ---- | ---- | ---- | ---- |
| 169  | 156  | 142  | 132  | 217  |